# Таємнича історія Біллі Міллігана
«Таємнича історія Біллі Міллігана» (англ. The Minds of Billy Milligan) — документальний роман про Біллі Міллігана — людину з розладом множинної особистості, яку звинувачують у численних злочинах. Книгу вперше опубліковано 1981 року. Автор — Деніел Кіз, лауреат премії «Г'юго». 

## Сюжет
26-річного хлопця звинувачують у викраденні та зґвалтуванні трьох жінок, однак він не пам'ятає, що робив це. Через деякий час стає зрозуміло, що у Біллі Міллігана множинний розлад особистості: у його тілі їх двадцять чотири.
На юнака чекає довге лікування, під час якого знаходяться як ті, хто щиро бажають допомогти Біллі, так і ті, хто вимагає найжорстокішого покарання, не визнаючи його психічного розладу.

### Особистості Біллі Міллігана
Головні
- Вільям «Біллі» Стенлі Мілліган, 26 років — стрижнева особистість
- Артур, 22 роки — англієць, має високий показник IQ, перший здогадався про існування інших особистостей
- Рейджен (від англ. rage (лють) та англ. again (знову)) Вадасканович, 23 роки — югослав, комуніст, має сильний слов'янський акцент, володіє зброєю, здатен керувати рівнем адреналіну в крові
- Аллен, 18 років — чудовий оратор і маніпулятор, пише портрети, єдиний з особистостей, хто палить
- Томмі, 16 років — відлюдкуватий, майстер втечі, розуміється на електроніці, малює пейзажі
- Денні, 14 років — переляканий, боїться людей, особливо чоловіків, після того, як вітчим Біллі змусив його викопати собі могилу, і засипав його живцем землею, малює натюрморти
- Девід, 8 років — емпат, терпить біль і страждання усіх особистостей
- Крістін, 3 роки — англійка, стояла замість Біллі у школі у кутку, хвора на дислексію
- Крістофер, 13 років — брат Крістін, грає на губній гармоніці
- Адалана, 19 років — скута та сором'язлива лесбійка, готує їсти та порається по господарству, хвора на ністагм

Небажані персони
Особистості, яких Артур не допускав контролювати свідомість Біллі через їхні небажані риси та/або відсутність корисних:
- Філіп, 20 років — нью-йорківець, шахрай
- Кевін, 20 років — махінатор, любить писати
- Волтер, 22 роки — австралієць, добре полює та орієнтується на місцевості
- Ейпріл, 19 років — мстива, говорить з бостонським акцентом, гарно шиє
- Семюель, 18 років — юдей, єдиний з особистостей, хто вірить у Бога
- Марк, 16 років — не має власної волі, виконує марудну роботу
- Стів, 21 рік — імітатор і пародист, єдиний, хто не визнає розлад множинної особистості
- Лі, 20 років — блазень і жартівник, рідко замислюється про наслідки своїх дій
- Джейсон, 13 років — влаштовує істерики, стирає з пам'яті інших болісні спогади
- Роберт (Боббі), 17 років — мрійник і фантазер, не має інтелектуальних хобі
- Шон, 4 роки — глухий, ймовірно, розумово відсталий, один з перших вийшов на «сцену» (так називався процес початку контролю над свідомістю Біллі)
- Мартін, 19 років — нью-йорківець, полюбляє хизуватись, воліє мати все задарма
- Тімоті (Тіммі), 15 років — працював у квітковій крамниці, допоки не став жертвою сексуального насильства з боку дорослого чоловіка, після чого замкнувся в собі

Учитель
- Учитель, 26 років — цілісна особистість, результат злиття усіх двадцяти трьох альтер-его, пам'ятає майже все, що відбувалось з кожною особистістю, допомагав письменнику (Деніелу Кізу) писати роман

## Анотація
Роман заснований на реальних подіях. Деніел Кіз особисто спілкувався з Біллі, а також з усіма, хто був причетний до цієї справи.

## Екранізація
На сьогоднішній момент тривають зйомки екранізації — «Переповнена кімната». Сценарій було написано на основі роману ще 1997 року Тоддом Ґраффом за участі Денні ДеВіто. Спочатку режисером мав стати Джеймс Камерон. За десять років існування проєкту зацікавлення у виконанні головної ролі висловлювали Джонні Депп, Леонардо ДіКапріо, Бред Пітт, Шон Пенн, Колін Фаррелл та інші, деяких з них Мілліґан консультував особисто. 2008 року вперше названо дату виходу фільму — 2011 рік. У березні 2015 року стало відомо, що Біллі зіграє Леонардо ДіКапріо. Цією роллю він цікавився протягом двадцяти років.
Зрештою права на екранізацію отримали Apple TV+, а автором проєкту став Аківа Голдсман. Формат проєкту — серіал, перший сезон якого черпає натхнення з роману. Головну роль виконує Том Голланд. Знімання тривали у Нью-Йорку з 31 березня до 28 вересня 2022 року.

## Нагороди

### Виграно
- 1986: премія імені Курда Лассвіца за найкращу книгу[2]
- 1993: нагорода Сеюн[3]

### Номіновано
- 1982: премія Едгара Алана По[4]